# River Peck
Der River Peck ist ein Wasserlauf in London, der seit 1823 zum größten Teil unterirdisch verläuft. Seine Quelle lag am One Tree Hill im London Borough of Southwark. Heute sind nur noch Teile des Wasserlaufs an der Oberfläche sichtbar, die im Bereich des Peckham Rye Park liegen. In South Bermondsey mündet er in den Earl’s Sluice.